# 後三宮
後三宮，是對於中國北京紫禁城內廷中最重要的三座宮殿，依序為；乾清宮、交泰殿、坤寧宮這三座宮殿的總稱。
乾清宮和坤寧宮各為皇帝和皇后的正式寢宮。乾清宮代表皇帝和天，是陽的象徵；坤寧宮代表皇后和地，為陰的象徵，配上交泰殿，後三宮所象徵的意義即為；「陰陽交泰，萬世昌隆」。